# Baath-Talsperre
Die Baath-Talsperre, arabisch سد البعث, staut den Euphrat. Sie befindet sich 22 Kilometer flussaufwärts von Ar-Raqqah, Syrien. Sie wurde von 1983 bis 1986 errichtet.

## Absperrbauwerk
Die Höhe des Absperrbauwerks beträgt 14 m.

## Kraftwerk
Das Kraftwerk verfügt über eine installierte Leistung von 75 MW. Die erste Maschine wurde 1987 in Betrieb genommen, die beiden anderen 1988.
Infolge der Türkischen Militäroffensive in Nordsyrien 2019 wurde die Baath-Talsperre von der Syrischen Armee übernommen.